# Дом-музей С. М. Будённого
Дом-музей С. М. Будённого — музей в станице Будённовская Пролетарского района Ростовской области, посвящённый герою Гражданской войны, маршалу и трижды герою Советского Союза Семёну Михайловичу Будённому.

## История музея
Музей был создан 10 января 1939 года. На нём установлена мемориальная доска с надписью: «В этом домике с 1909 года жил народный герой Гражданской войны, один из организаторов Первой Конной Армии, Трижды Герой Советского Союза, Маршал Советского Союза Семён Михайлович Будённый». Музей представляет собой землянку, с 1971 года покрытую большим стеклянным павильоном, защищающим его от разрушения. В ней находятся все предметы домашнего обихода, принадлежащие семье Буденных, сделанные отцом С. М. Буденного, Михаилом Ивановичем. В стеклянном павильоне находятся экспозиции по истории образования Первой Конной армии. Во дворе установлен памятник С. М. Будённому работы ростовского скульптора Н. В. Аведикова.
Экспозиционно-выставочная площадь музея составляет 182,25 м². Единиц хранения — 649, в том числе мебель, утварь и посуда.

## Адрес
Музей расположен по адресу: 347551, Ростовская область, Пролетарский район, ст. Буденновская, пер. Буденного, 1.